# Börtingtjärnarna (Sorsele socken, Lappland, 723966-157662)
Börtingtjärnarna är en sjö i Sorsele kommun i Lappland och ingår i Umeälvens huvudavrinningsområde. Sjön har en area på 0,044 kvadratkilometer och ligger 365,1 meter över havet.

## Delavrinningsområde
Börtingtjärnarna ingår i det delavrinningsområde (723765-158059) som SMHI kallar för Inloppet i Bredselet. Medelhöjden är 467 meter över havet och ytan är 70,94 kvadratkilometer. Räknas de 87 avrinningsområdena uppströms in blir den ackumulerade arean 1 782,94 kvadratkilometer. Juktån som avvattnar avrinningsområdet har biflödesordning 2, vilket innebär att vattnet flödar genom totalt 2 vattendrag innan det når havet efter 260 kilometer. Avrinningsområdet består mestadels av skog (82 procent). Avrinningsområdet har 0,05 kvadratkilometer vattenytor vilket ger det en sjöprocent på 0,1 procent.